# (7113) Остапбендер
(7113) Остапбендер (лат. Ostapbender) — типичный астероид главного пояса, открыт 29 сентября 1986 года советским астрономом Людмилой Карачкиной в Крымской астрофизической обсерватории и 22 февраля 1997 года назван в честь Остапа Бендера.

## Обнаружение и именование
(7113) Остапбендер
Открыт 29 сентября 1986 года в Научном Л. Г. Карачкиной.
Назван в честь персонажа Остапа Бендера, знаменитого героя сатирических романов "Двенадцать стульев" (1928) и "Золотой телёнок" (1931) советских писателей Ильи Ильфа (псевдоним И. Файнзильберга) и Евгения Петрова (псевдоним Е. Катаева). Международный фестиваль сатиры и юмора в Санкт-Петербурге "Золотой Остап" (основан в 1992 году) носит имя этого остроумного и находчивого персонажа. Название предложено Л. Р. Немировским по случаю сотой годовщины со дня рождения Ильи Ильфа.
Оригинальный текст (англ.)7113 Ostapbender
Discovered 1986-09-29 by Karachkina, L. G. at Nauchnyj.
Named for the character Ostap Bender, celebrated hero of the satirical novels Twelve Chairs (1928) and Golden Calf (1931) by the Soviet writers Il'ya Il'f (penname of I. Feinsilberg) and Eugeny Petrov (penname of E. Kataev). The International Festival of Satire and Humor in St. Petersburg `Gold Ostap' (founded in 1992) bears the name of this witty and resourceful character. Name proposed by L. R. Nemirovskij on the occasion of the one-hundredth anniversary of the birth of Il'ya Il'f.
Источники: DISCOVERY.DB; M.P.C. 29148.

## Орбита

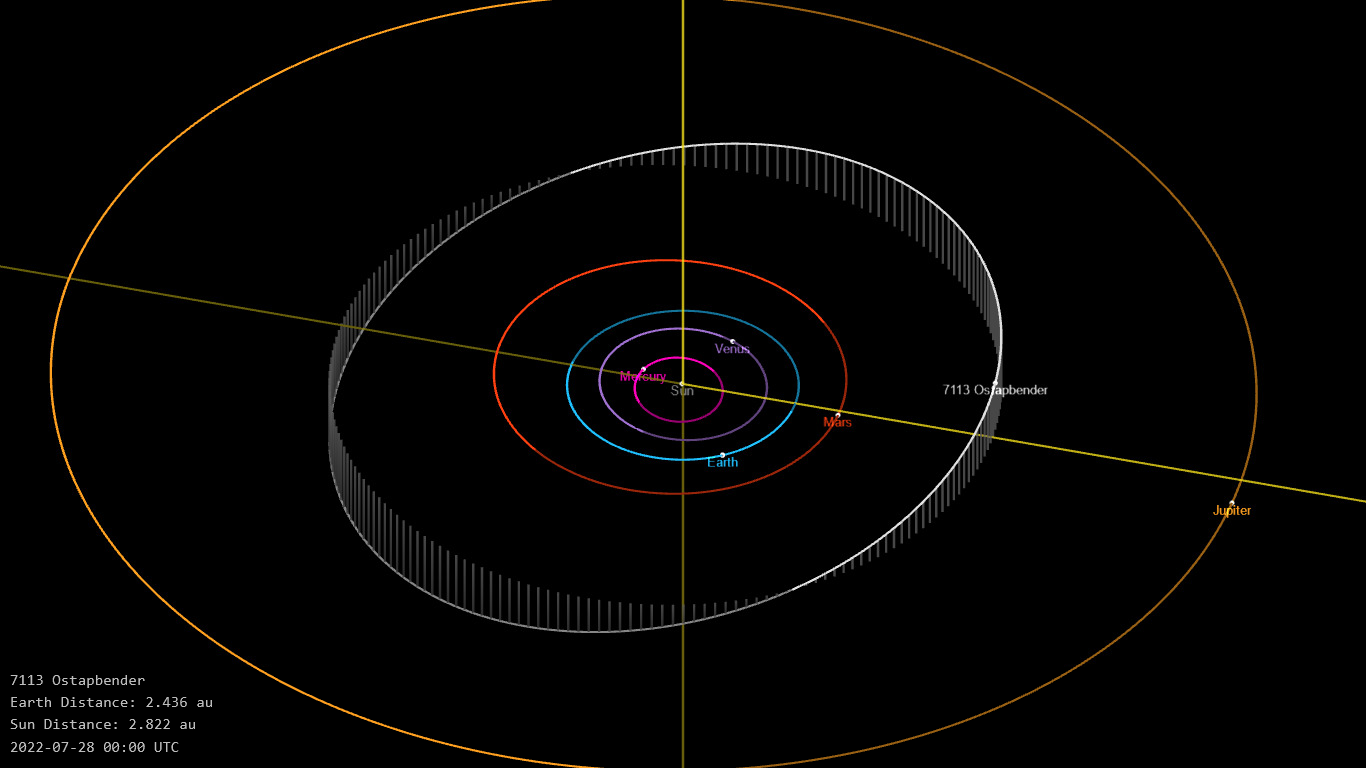
Орбита астероида Остапбендер и его положение в Солнечной системе

## Физические характеристики
Из наблюдений телескопа VISTA следует, что астероид относится к таксономическому классу U.
По результатам наблюдений в видимом и ближнем инфракрасном диапазоне космического телескопа NEOWISE и наблюдений в инфракрасном диапазоне спутника Akari диаметр астероида сначала оценивался равным 17,813±0,165 км, позже — 16,37±0,81 км и 16,394±0,381 км. Согласно тем же источникам альбедо оценивается как 0,0739±0,0150, 0,159±0,017 и 0,104±0,013.